# Pseudodiceros nigrocyaneus
Pseudodiceros nigrocyaneus är en skalbaggsart som beskrevs av Thierry Bourgoin 1917. Pseudodiceros nigrocyaneus ingår i släktet Pseudodiceros och familjen Cetoniidae. Inga underarter finns listade i Catalogue of Life.